# NGC 3499
NGC 3499 је лентикуларна галаксија у сазвежђу Велики медвед која се налази на NGC листи објеката дубоког неба.
Деклинација објекта је + 56° 13' 20" а ректасцензија 11h 3m 10,9s. Привидна величина (магнитуда) објекта NGC 3499 износи 13,5 а фотографска магнитуда 14,4. NGC 3499 је још познат и под ознакама UGC 6115, MCG 9-18-80, CGCG 267-37, CGCG 291-24, PGC 33375.